# Christian Mätzschke
Christian Mätzschke (* in Kamenz; † 1688 in Leipzig) war ein deutscher Maler. Er malte Porträts beispielsweise von Johann Frentzel, August Pfeiffer, Simon Löffler und Tilemann Andreas Rivinus (1654–1692). Letzteres Gemälde ist im Museum der bildenden Künste ausgestellt. Mätzschke gestaltete auch (bzw. fasste) den Prospekt der Orgel der Nikolaikirche Luckau und malte ein Ölgemälde („Die von giftigen Schlangen gepeinigten Israeliten genesen durch das Anschauen der von Moses aufgerichteten ebernen Schlange; - im Vordergrunde die den Schlangen erliegenden Ungläubigen“, 1669) im Freiberger Dom.